# Virbia dotata
Virbia dotata är en fjärilsart som beskrevs av Walker 1865. Virbia dotata ingår i släktet Virbia och familjen björnspinnare. Inga underarter finns listade i Catalogue of Life.